# Porcellionides olivarum
Porcellionides olivarum is een pissebed uit de familie Porcellionidae. De wetenschappelijke naam van de soort is voor het eerst geldig gepubliceerd in 1928 door Karl Wilhelm Verhoeff.